# Vasiliki Chaitidou
Vasiliki Chaitidou (griechisch Βασιλική Χαϊτίδου, * 10. Februar 2000) ist eine griechische Leichtathletin, die sich auf den Weitsprung spezialisiert hat.

## Sportliche Laufbahn
Erste internationale Erfahrungen sammelte Vasiliki Chaitidou im Jahr 2021, als sie bei den U23-Europameisterschaften in Tallinn mit einer Weite von 6,03 m in der Qualifikationsrunde ausschied. Im Jahr darauf siegte sie mit 6,25 m bei den Balkan-Hallenmeisterschaften in Istanbul und gelangte bei den Balkan-Meisterschaften in Craiova mit 6,34 m auf den fünften Platz. Anschließend belegte sie bei den Mittelmeerspielen in Oran mit 6,34 m den sechsten Platz. Im August schied sie bei den Europameisterschaften in München mit 6,32 m in der Qualifikationsrunde aus. 2023 wurde sie bei der 1. Liga der Team-Europameisterschaft im Rahmen der Europaspiele in Chorzów mit 6,10 m Elfte, ehe sie bei den Balkan-Meisterschaften in Kraljevo mit 6,25 m den fünften Platz belegte. 2025 belegte sie bei den Balkan-Hallenmeisterschaften in Belgrad mit 6,08 m den fünften Platz.
In den Jahren 2022 und 2023 wurde Chaitidou griechische Meisterin im Weitsprung im Freien sowie auch in der Halle.